# HC Salavat Joelajev Oefa
HC Salavat Joelajev Oefa (Russisch: ХК Салават Юлаев Уфа), is een Russische ijshockeyclub die speelt in de Kontinental Hockey League (KHL). De club werd opgericht in 1961. De club is vernoemd naar Salaoeat Joelajev, (Russisch: Salavat Joelajev), een legende uit Basjkortostan. Salavat Joelajev speelt zijn thuiswedstrijden in de Oefa Arena in Oefa.

## Erelijst
Vyssjaja Liga (1): 2008
Kontinental Hockey League
- Gagarin Cup (1): 2011
- Continental Cup (2): 2009, 2010
- Opening Cup (2): 2009, 2012

Spengler Cup:
- Runner-up: 2007, 2014

Pajulahti Cup (1): 2003